# Almaça
Almaça is een plaats (freguesia) in de Portugese gemeente Mortágua en telt 95 inwoners (2001).